# Country Volks
Country Volks war ein britischer Hersteller von Automobilen.

## Unternehmensgeschichte
Das Unternehmen aus Basingstoke begann 1970 mit der Produktion von Automobilen. Ab 1987 leitete Stephen Wilson das Unternehmen, während es für die Zeit davor keine Angaben gibt. Der Markenname lautete zunächst ausschließlich Country Volks, ab 1985 auch FF und ab 1987 auch Rat, nachdem Wilson die Produktion von zwei Modellen von FF Kit Cars & Conversions übernahm. Außerdem wurden ab 1990 Bausätze von Apal aus Belgien importiert und angeboten. 1993 endete die Produktion.

## Fahrzeuge

### Markenname Country Volks
Diese Marke wurde zwischen 1970 und 1992 verwendet. Im Angebot standen VW-Buggies. Sie ähnelten – wie so viele britische Buggies – den Buggies von GP. Insgesamt entstanden hiervon etwa 400 Exemplare.

### Markenname Rat
Diese von 1987 bis 1993 hergestellten Fahrzeuge waren ebenfalls Buggies. Auffallend war ein angedeuteter ovaler Lufteinlass in der Front.

### Markenname FF
Zwischen 1985 und 1993 fertigte Country Volks den FF Countryman. Dies war der Umbau eines VW Käfer in einen Pick-up.
Der von 1987 bis 1993 hergestellte FF Buggy war eine Weiterentwicklung des Rat mit gewöhnlicher Front und ähnelte dem Country Volks.